# Lacchini (cráter)
Lacchini es un cráter de impacto perteneciente a la cara oculta de la Luna. Se encuentra en el hemisferio  norte, justo detrás de la extremidad noroeste de la zona visible desde la Tierra. Esta parte de la superficie lunar a veces se puede observar en condiciones favorables de libración e iluminación, pero incluso en esos momentos, solo se ve el lateral del cráter.
|  |  |

A menos de un diámetro hacia el este aparece el cráter de mayor tamaño Bragg. Al norte se halla Stefan, y más al sureste se localiza la llanura amurallada de Lorentz. Al oeste de Laccini se encuentra Landau, otra llanura amurallada.
El borde exterior de Lacchini es aproximadamente circular, con protuberancias hacia el sur y el este. El borde es afilado y no aparece erosionado significativamente. Las paredes interiores se han desplomado en gran parte de su circunferencia, formando un anillo irregular de taludes sobre el suelo interior. Incluye algunas crestas bajas cerca del punto medio y en la mitad este de la plataforma interior.